# Membru al parlamentului
Un membru al parlamentului (MP) este reprezentantul în parlament al oamenilor care trăiesc în circumscripția lor electorală.
În multe țări cu parlamente bicamerale, acest termen se referă doar la membrii camerei inferioare, deoarece membrii camerei superioare au adesea un titlu diferit.
Termenul de parlamentar este de asemenea utilizat uneori pentru membrii parlamentului, dar poate desemna și oficiali guvernamentali nealeși cu roluri specifice într-un parlament și alți consilieri experți în proceduri parlamentare, cum ar fi parlamentarul Senatului din Statele Unite.
Termenul este folosit și pentru a descrie caracteristica de a îndeplini atribuțiile unui membru al legislativului, de exemplu: „Cei doi lideri de partid erau adesea în dezacord pe diverse teme, dar ambii erau parlamentari excelenți și au cooperat pentru a realiza multe lucruri bune.”

## Alegerile parlamentare în România
În România, parlamentarii sunt aleși printr-un sistem de reprezentare proporțională pe liste, folosind circumscripții electorale bazate pe județe și Municipiul București. Partidele politice propun liste de candidați pentru fiecare circumscripție, iar mandatele sunt distribuite proporțional cu numărul de voturi obținut de fiecare partid, cu condiția de a depăși pragul electoral.

## Alegerile parlamentare în alte țări

### Regatul Unit
Parlamentul Regatului Unit, cu 650 de membri aleși prin sistemul „primul care trece linia de sosire”  în Camera Comunelor (camera inferioară), cunoscuți sub denumirea de membri ai Parlamentului, abreviat MP.

## Sistemul de reprezentare proporțională
Sistemul de reprezentare proporțională, folosit în multe țări din Europa, precum România, partidele politice primesc un număr de locuri proporțional cu numărul de voturi obținut la nivel național sau pe circumscripții mai mari.
- Listă închisă: Alegătorii votează pentru liste de partide, iar partidul stabilește ordinea candidaților de pe listă.
- Listă deschisă: Alegătorii pot influența ordinea candidaților de pe listă, votând pentru persoane specifice.

## Sistemul majoritar uninominal
În sistemul majoritar uninominal (engleză: First past the post voting), folosit de exemplu în Marea Britanie și Statele Unite ale Americii pentru camera inferioară, fiecare circumscripție electorală alege un singur parlamentar. Candidatul care obține cele mai multe voturi câștigă mandatul. Sistemul favorizează partidele mari și poate duce la formarea unor majorități clare în parlament.

## Sistemul mixt
În sistemele mixte, o parte a parlamentului este aleasă prin reprezentare proporțională și o altă parte prin sistem majoritar. Acesta este folosit, de exemplu, în Germania și în Noua Zeelandă. Alegătorii au, în general, două voturi: unul pentru un candidat individual în circumscripția lor și altul pentru un partid politic.

## Votul prin preferință
Votul alternativ sau votul prin preferință este utilizat în alegerile pentru Camera Reprezentanților din Australia. Alegătorii clasifică candidații în ordinea preferințelor. Dacă niciun candidat nu obține majoritatea de la primul tur, candidatul cu cele mai puține voturi este eliminat, iar voturile sale sunt redistribuite la următorii candidați preferați de către alegători. Acest proces continuă până când un candidat obține majoritatea.

## Sistemul cu două tururi de scrutin
Sistemul cu două tururi de scrutin este folosit în alegerile pentru Adunarea Națională a Franței, acest sistem presupune organizarea unui al doilea tur de scrutin dacă niciun candidat nu obține majoritatea absolută în primul tur. În turul al doilea, participă de obicei primii doi candidați, iar cel cu cele mai multe voturi câștigă.

## Sistemul Westminster
Sistemul Westminster este un sistem parlamentar democratic de guvernare care folosește, prin modelare și adaptare locală, sistemul politic al Regatului Unit. Utilizarea termenului se referă la Palatul Westminster (Palace of Westminster), sediul Parlamentului Regatului Unit.

## Sistemul republicii
Termenul de membru al parlamentului se folosește și în alte sisteme, care sunt democrații parlamentare de diferite tipuri. Astfel, în democrațiile cu parlamente mono-camerale (sau unicamerale), întâlnite în țările cu populații mai mici (cum ar fi Croația, Danemarca, Finlanda, Republica Moldova) termeni de membru al parlamentului sau deputat sau reprezentativ sunt adesea folosiți interschimbabil.
Termenul de deputat este folosit și în sistemele cu parlamente bicamerale, cum sunt cele din Franța (Deputé), Italia (Deputato), Spania și țările de limbă spaniolă din cele două Americi (Parlamentario sau Diputado), respectiv în Portugalia și Brazilia (Deputado).

## Alte articole
- Monarhie constituțională
- Parlament
- Republică parlamentară
- Republică prezidențială